# Kūsō no Sora Tobu Kikaitachi
Kūsō no Sora Tobu Kikaitachi (空想の空飛ぶ機械達?) en español: "Máquinas voladoras imaginarias", es un cortometraje animado japonés de 2002, producido por el Studio Ghibli exclusivamente para el Museo Ghibli, presentando al director Hayao Miyazaki como el narrador, en forma de un cerdo humanoide.
La película estuvo disponible en el catálogo de películas a bordo de Japan Airlines.

## Sinopsis
Hayao Miyazaki cuenta la historia del vuelo de un cerdo humanoide y máquinas imaginarias.